# Piedrallana
El Pico de Piedrallana (o Piedrallana) es un pico situado en la isla canaria de La Palma (España). El Pico de Piedrallana cierra la Caldera de Taburiente por su zona noreste.
Alcanza una altitud de 2231 m s. n. m.

## Acceso
- GR-131, un sendero de Gran Recorrido[2]